# درة لورية زرقاء التاج
الدُّرَّة اللُّورِيَّة زرقاء التاج (الاسم العلمي: Vini australis)، المعروف أيضًا باسم لوري أزرق التاج، أو لوري أزرق العرف، أو لوري جزر سليمان أو لوري ساموا، هو ببغاء يوجد في جميع أنحاء جزر لاو (فيجي)، وتونغا، وساموا، ونييوي والجزر المجاورة. بما في ذلك: ألوفي، وفوتوها، وفولاكو، وفوتونا، وهافيفا، ونيوافو، وموسي، ونيوي، وأوفو، وأولوسيغا، وساموا، وسافاي، وتافاهي، وتاو، وتوفو، وتونغا، وتونغوا، وأويها، وأوبولو، وفاروا، وفافاو، وفوليفا. وهي درة لورية خضراء تبلغ طولها 19 سم، ولها نَحْر أحمر، وتاج أزرق، ورقعة بطنية تُراوح من الأحمر في الأعلى إلى الأرجواني في الأسفل.